# Domodédovo
Domodédovo - Домодедово (rus) és una ciutat de l'óblast de Moscou, a Rússia. És a 36 km al sud del centre de Moscou.

## Història
Domodédovo es fundà el 1900 al costat d'una estació ferroviària. La vila prengué el nom del poble veí de Domodédovo, que existia d'ençà el 1410. Domodédovo aconseguí l'estatus de possiólok (poble) el 1938 i el de ciutat el 1947. L'aeroport de Domodédovo, un dels més importants de Moscou, fou obert oficialment el maig del 1965.